# Броніславка (Жирардовський повіт)
Броніславка (пол. Bronisławka) — село в Польщі, у гміні Мщонув Жирардовського повіту Мазовецького воєводства.
Населення — 40 осіб (2011).
У 1975-1998 роках село належало до Скерневицького воєводства.

## Демографія
Демографічна структура станом на 31 березня 2011 року:
|          | Загалом | Допрацездатний вік | Працездатний вік | Постпрацездатний вік |
| -------- | ------- | ------------------ | ---------------- | -------------------- |
| Чоловіки | 21      | 5                  | 15               | 1                    |
| Жінки    | 19      | 3                  | 12               | 4                    |
| Разом    | 40      | 8                  | 27               | 5                    |